# Miroslav Kadlec
Miroslav Kadlec (Uherské Hradiště, 22 giugno 1964) è un ex calciatore ceco, di ruolo difensore.
Anche suo figlio Michal è un calciatore.
È l'8º miglior calciatore ceco del decennio (1993-2003) secondo la rivista ceca Mladá fronta DNES.

## Carriera

### Club
Durante la sua carriera militò in Cecoslovacchia e in Repubblica Ceca per RH Cheb, TJ Vítkovice, FC Petra Drnovice e 1. FC Brno. Tra il 1990 e il 1998 giocò in Germania nel Kaiserslautern con cui laureò per due volte campione di Germania.

### Nazionale
Giocò sia per la Cecoslovacchia che per la Rep. Ceca; con la prima giocò 38 partite, con la seconda 26 e andò a segnò una volta con entrambe le selezioni. Partecipò al campionato del mondo 1990 e al campionato d'Europa 1996, arrivando in finale dopo aver trasformato il rigore decisivo nella semifinale contro la Francia.

## Palmarès
- Campionato tedesco: 2

Kaiserslautern: 1990-1991, 1997-1998
- Coppa di Germania: 1

Kaiserslautern: 1995-1996